# Сумозеро (озеро, Пудожский район)
Сумозеро — пресноводное озеро на территории Авдеевского сельского поселения Пудожского района Республики Карелии.

## Общие сведения
Площадь озера — 28,1 км², площадь водосборного бассейна — 186 км², располагается на высоте 103 метров над уровнем моря.
Котловина ледникового происхождения.
Форма озера продолговатая: оно вытянуто с севера на юг. Берега несильно изрезанные, каменисто-песчаные, местами заболоченные.
Из залива в южной оконечности озера вытекает река Сума, которая является притоком реки Водлы, впадающей в Онежское озеро.
С севера в Сумозеро впадает река Пудра.
В озере около двух десятков островов общей площадью 0,92 км², сосредоточенные ближе к южной оконечности Сумозера. Некоторые имеют названия: Чернушка (самый крупный), Часовня, Куликов и Ламбас.
Средняя амплитуда колебания уровня составляет 0,2 м.
Рыба: щука, плотва, лещ, окунь, сиг, налим, ёрш.
С юга к озеру подходит просёлочная дорога.
Населённые пункты вблизи водоёма отсутствуют.
Код объекта в государственном водном реестре — 01040100411102000019519.